# Porticus van Livia
De Porticus van Livia (Latijn:Porticus Liviae) was een antieke zuilengalerij in het Oude Rome.

## Geschiedenis
De zuilengalerij werd gebouwd door keizer Augustus, ter ere van zijn succesvolle huwelijk met zijn vrouw Livia Drusilla. De porticus kwam in de plaats van de zeer luxueuze villa van Publius Vedius Pollio, een rijke vriend van Augustus, die de keizer na zijn dood zijn landgoed naliet. Augustus liet de villa direct afbreken om zo aan het volk te tonen dat hij niet veel met overdadige luxe op had. De bouw startte in 15 v.Chr. en in 7 v.Chr. wijdde Livia de porticus samen met haar zoon Tiberius in. De inwijding vond plaats op de dag dat Tiberius zijn triomftocht voor de overwinning op de Germanen mocht vieren. De zuilengalerij stond volgens de antieke bronnen bekend om zijn grote schoonheid en was een populaire plaats om te komen, met name voor de arme bevolking uit de nabijgelegen wijk Subura. Zij konden zo een deel van de luxe konden proeven, die voorheen alleen voor de rijken was weggelegd. In de porticus werd een kleine kunstcollectie tentoongesteld en er waren fonteinen, schaduwrijke bomen en zelfs een beroemde wijngaard. Buiten de ommuring lagen ook nog steeds de luxueuze tuinen van de villa van Pollio.

## Het bouwwerk
De Porticus van Livia stond op de Oppius, naast de later gebouwde Thermen van Trajanus. 

Het complex had een oppervlakte van 115 bij 75 meter en bestond uit een buitenmuur, met aan de binnenzijde een galerij met dubbele zuilen. In beide lange zijden waren drie grote nissen, de middelste vierkant en de buitenste halfrond. Ook in de zuidelijke muur was een halfronde apsis, de ingang was op het noorden gericht, waar een 20 meter brede trap naar de lager gelegen Clivus Suburbanus leidde. In het midden van de tuin stond een klein heiligdom ter ere van Concordia, dat door Livia zelf betaald en ingewijd was.
In 1984 zijn bij opgravingen restanten van de fundering van de porticus teruggevonden.

## Referentie
- S. Platner, A Topographical Dictionary of Ancient Rome, Londen, 1929. Art. Porticus Liviae
- A. Claridge, Rome (Oxford Archaeological Guides), Londen, 1998, pp. 303-304. ISBN 019288003-9